# Saint-Avit (Loir-et-Cher)
Saint-Avit – miejscowość i dawna gmina we Francji, w Regionie Centralnym, w departamencie Loir-et-Cher. W 2013 roku populacja ówczesnej gminy wynosiła 112 mieszkańców. 
W dniu 1 stycznia 2018 roku z połączenia pięciu ówczesnych gmin – Arville, Oigny, Saint-Agil, Saint-Avit oraz Souday – utworzono nową gminę Couëtron-au-Perche. Siedzibą gminy została miejscowość Souday.